# Os Arcos
Os Arcos es un lugar situado en la parroquia de Abruciños, del concello de Amoeiro, en la provincia de Orense, Galicia, España.